# Edward Dillon
Edward Dillon (New York, 1º gennaio 1879 – Los Angeles, 11 luglio 1933) è stato un attore, regista e sceneggiatore statunitense che usò anche il nome di Eddie Dillon.
È stato uno dei più rappresentativi attori e registi del cinema muto. Apparve in 333 film tra il 1905 e il 1932 e ne diresse 139 tra il 1913 e il 1926. Nei primi anni venti, fu anche produttore cinematografico di un paio di pellicole. Da attore, lavorò a lungo con David W. Griffith, ma fu diretto anche da altri importanti registi, quali Frank Lloyd, Mack Sennett e Tod Browning.

## Biografia
Edward Dillon nacque a New York nel 1879. Pure suo fratello John T. Dillon (1876-1937) intraprese la carriera cinematografica.

### Carriera
La carriera di Dillon iniziò nel 1905 alla Biograph quando recitò nel cortometraggio The Nihilists diretto da Wallace McCutcheon. Da quel momento in poi iniziò ad apparire in numerose produzioni, che comprendono sia cortometraggi che lungometraggi.
Tra i suoi più importanti lavori da attore sono da ricordare i cortometraggi After Many Years (1908), The Italian Barber (1911), The Lonedale Operator (1911), Cuore d'avaro (1911) e For His Son (1912). Per quanto riguarda i lungometraggi lo si può vedere in Giuditta di Betulla (1914), America (1924), La canzone di Broadway (1929) e La borsa e la vita (1930). La sua ultima apparizione in un film avvenne nel 1932 in Sherlock Holmes diretto da William K. Howard.
Come regista ha invece diretto film come Don Quixote (1915), Never Say Quit (1919) e The Drums of Jeopardy (1923).

### Morte
Edward Dillon morì in California, a Hollywood, per un infarto miocardico acuto l'11 luglio 1933 a 54 anni.

## Filmografia parziale

### Attore

#### 1905
- The Nihilists, regia di Wallace McCutcheon (1905)

#### 1906
- The Village Cutup – cortometraggio (1906)

#### 1908
- Falsely Accused! – cortometraggio
- Lonesome Junction – cortometraggio
- Classmates, regia di Wallace McCutcheon – cortometraggio (1908)
- Bobby's Kodak, regia di Wallace McCutcheon – cortometraggio (1908)
- The Princess in the Vase, regia di Wallace McCutcheon – cortometraggio (1908)
- The Boy Detective, or The Abductors Foiled, regia di Wallace McCutcheon – cortometraggio (1908)
- Caught by Wireless, regia di Wallace McCutcheon – cortometraggio (1908)
- Old Isaacs, the Pawnbroker, regia di Wallace McCutcheon – cortometraggio (1908)
- Hulda's Lovers, regia di Wallace McCutcheon – cortometraggio (1908)
- The Sculptor's Nightmare, regia di Wallace McCutcheon – cortometraggio (1908)
- His Day of Rest
- Thompson's Night Out
- The Romance of an Egg
- 'Ostler Joe, regia di Wallace McCutcheon – cortometraggio (1908)
- Mixed Babies, regia di Wallace McCutcheon – cortometraggio (1908)
- The Invisible Fluid
- The Man in the Box
- The Outlaw
- Over the Hill to the Poorhouse, regia di Stanner E.V. Taylor (1908)
- At the French Ball, regia di Wallace McCutcheon (1908)
- At the Crossroads of Life, regia di Wallace McCutcheon Jr. (1908)
- The Kentuckian, regia di Wallace McCutcheon (1908)
- The Stage Rustler
- The Fight for Freedom, regia di David W. Griffith e Wallace McCutcheon Jr. (1908)
- The Tavern Keeper's Daughter, regia di David W. Griffith (1908)
- The Black Viper, regia di David W. Griffith e Wallace McCutcheon Jr. (1908)
- Deceived Slumming Party, regia di David W. Griffith (1908)
- Monday Morning in a Coney Island Police Court, regia di David W. Griffith (1908)
- Where the Breakers Roar, regia di David W. Griffith (1908)
- After Many Years, regia di David W. Griffith (1908)
- The Feud and the Turkey, regia di David W. Griffith (1908)
- The Reckoning, regia di David W. Griffith (1908)

#### 1909
- The Welcome Burglar, regia di David W. Griffith (1909)
- The Brahma Diamond
- The Salvation Army Lass, regia di D.W. Griffith (1909)
- The Suicide Club, regia di David W. Griffith (1909)
- One Busy Hour
- The Little Teacher
- A Change of Heart, regia di David W. Griffith

#### 1910
- The Fugitive, regia di David Wark Griffith (1910)
- The Masher, regia di Frank Powell (1910)
- A Flash of Light, regia di David Wark Griffith (1910)
- In the Border States, regia di David Wark Griffith (1910)
- Turning the Tables, regia di Frank Powell (1910)

#### 1911
- When a Man Loves, regia di D.W. Griffith (1911)
- The Italian Barber, regia di David W. Griffith (1911)
- The Midnight Marauder
- Fate's Turning, regia di David W. Griffith (1911)
- The Poor Sick Men, regia di David W. Griffith e Frank Powell (1911)
- Three Sisters, regia di D.W. Griffith
- Priscilla's Engagement Ring
- What Shall We Do with Our Old?, regia di David Wark Griffith (1911)
- Fisher Folks, regia di David W. Griffith (1911)
- A Decree of Destiny, regia di David W. Griffith (1911)
- Teaching Dad to Like Her, regia di David W. Griffith e Frank Powell
- The Lonedale Operator, regia di David Wark Griffith (1911)
- Priscilla's April Fool Joke, regia di Frank Powell (1911)
- Cured, regia di Frank Powell (1911)
- The Spanish Gypsy, regia di D.W. Griffith (1911)
- Priscilla and the Umbrella, regia di Frank Powell (1911)
- The Chief's Daughter, regia di D.W. Griffith (1911)
- Madame Rex, regia di D.W. Griffith (1911)
- A Knight of the Road, regia di D.W. Griffith (1911)
- The Two Sides, regia di D.W. Griffith (1911)
- Misplaced Jealousy
- The Manicure Lady
- The Crooked Road
- Dutch Gold Mine
- Curiosity, regia di Henry Lehrman e Mack Sennett (1911)
- Their Fates 'Sealed'
- Dave's Love Affair
- Enoch Arden: Part I, regia di David Wark Griffith (1911)
- Enoch Arden: Part II, regia di David Wark Griffith (1911)
- The Delayed Proposal
- Bearded Youth
- Fighting Blood, regia di David W. Griffith (1911)
- The Jealous Husband, regia di D.W. Griffith (1911)
- Bobby, the Coward, regia di David W. Griffith (1911)
- A Country Cupid, regia di David Wark Griffith (1911)
- An Interrupted Game
- The Diving Girl
- The Villain Foiled
- When Wifey Holds the Purse Strings
- A Convenient Burglar
- Too Many Burglars
- The Making of a Man, regia di David W. Griffith (1911)
- Josh's Suicide
- Through His Wife's Picture
- The Long Road
- Their First Divorce Case
- Cuore d'avaro (The Miser's Heart), regia di David Wark Griffith (1911)
- Her Mother Interferes
- Sunshine Through the Dark
- Why He Gave Up
- The Failure, regia di David W. Griffith (1911)
- Taking His Medicine, regia di Mack Sennett (1911)
- Caught with the Goods, regia di Mack Sennett (1911)

#### 1912
- The Baby and the Stork, regia di David Wark Griffith (1912)
- Did Mother Get Her Wish?, regia di Mack Sennett (1912)
- The Old Bookkeeper, regia di David Wark Griffith (1912)
- For His Son, regia di David Wark Griffith (1912)
- With a Kodak, regia di Mack Sennett (1912)
- A Blot on the 'Scutcheon, regia di David Wark Griffith (1912)
- Priscilla's Capture, regia di Frank Powell (1912)
- A String of Pearls, regia di David Wark Griffith (1912)
- The Engagement Ring, regia di Mack Sennett (1912)
- The Root of Evil, regia di David Wark Griffith (1912)
- Hot Stuff, regia di Mack Sennett (1912)
- A Voice from the Deep, regia di Mack Sennett (1912)
- Those Hicksville Boys, regia di Mack Sennett (1912)
- Oh, Those Eyes, regia di Mack Sennett (1912)
- Their First Kidnapping Case, regia di Mack Sennett (1912)
- Help! Help!, regia di Mack Sennett e Dell Henderson (1912)
- Won by a Fish, regia di Mack Sennett (1912)
- The Leading Man, regia di Mack Sennett (1912)
- The Fickle Spaniard, regia di Mack Sennett e Dell Henderson (1912)
- When the Fire-Bells Rang, regia di Mack Sennett (1912)
- Helen's Marriage, regia di Mack Sennett (1912)
- A Close Call, regia di Mack Sennett (1912)
- Algy the Watchman, regia di Henry Lehrman (1912)
- Katchem Kate, regia di Mack Sennett (1912)
- The Spirit Awakened, regia di David Wark Griffith (1912)
- A Dash Through the Clouds, regia di Mack Sennett (1912)
- One Round O'Brien , regia di Mack Sennett (1912)
- The Speed Demon, regia di Mack Sennett (1912)
- Willie Becomes an Artist, regia di Mack Sennett (1912)
- The Would-Be Shriner, regia di Mack Sennett (1912)
- What the Doctor Ordered, regia di Mack Sennett (1912)
- The Tourists, regia di Mack Sennett (1912)
- Tragedy of the Dress Suit, regia di Mack Sennett (1912)
- An Interrupted Elopement, regia di Mack Sennett (1912)
- Through Dumb Luck, regia di Dell Henderson, supervisione di Mack Sennett (1912)
- Mr. Grouch at the Seashore, regia di Dell Henderson (1912)
- Getting Rid of Trouble, regia di Dell Henderson (1912)
- Blind Love, regia di D.W. Griffith (1912)
- Stern Papa, regia di Mack Sennett (1912)
- Love's Messenger, regia di Dell Henderson (1912)
- The Water Nymph, regia di Mack Sennett (1912)
- A Ten-Karat Hero, regia di Dell Henderson (1912)
- A Limited Divorce, regia di Dell Henderson (1912)
- At the Basket Picnic, regia di Dell Henderson (1912)
- A Real Estate Deal, regia di Dell Henderson (1912)
- The Club-Man and the Crook, regia di Dell Henderson (1912)
- His Auto's Maiden Trip, regia di Dell Henderson (1912)
- Their Idols, regia di Dell Henderson (1912)
- Hoist on His Own Petard, regia di Dell Henderson (1912)
- The Informer, regia di David Wark Griffith (1912)
- An Absent-Minded Burglar, regia di Mack Sennett e Dell Henderson (1912)
- After the Honeymoon, regia di Dell Henderson (1912)
- She Is a Pippin, regia di Dell Henderson (1912)
- Jinx's Birthday Party, regia di Dell Henderson (1912)
- The Massacre, regia di D.W. Griffith (1912)
- Bill Bogg's Windfall, regia di Dell Henderson (1912)

#### 1913
- The Bite of a Snake, regia di Dell Henderson (1913)
- Kissing Kate, regia di Dell Henderson (1913)
- What Is the Use of Repining?, regia di Dell Henderson (1913)
- Oh, What a Boob!, regia di Dell Henderson (1913)
- There Were Hoboes Three, regia di Dell Henderson (1913)
- Love in an Apartment Hotel, regia di David Wark Griffith (1913)
- Look Not Upon the Wine, regia di Dell Henderson (1913)
- A Queer Elopement, regia di Dell Henderson (1913)
- Broken Ways, regia di David Wark Griffith (1913)
- Tightwad's Predicament, regia di Dell Henderson (1913)
- The Spring of Life, regia di Dell Henderson (1913)
- The Power of the Camera, regia di Dell Henderson (1913)
- A Delivery Package, regia di Dell Henderson (1913)
- The Old Gray Mare, regia di Dell Henderson (1913)
- All Hail to the King, regia di Dell Henderson (1913)
- Their One Good Suit, regia di Dell Henderson (1913)
- Edwin Masquerades, regia di Dell Henderson (1913)
- An 'Uncle Tom's Cabin' Troupe, regia di Dell Henderson (1913)
- A Lesson to Mashers, regia di Dell Henderson (1913)
- The Little Tease, regia di David Wark Griffith (1913)
- He Had a Guess Coming, regia di Dell Henderson (1913)
- A Horse on Bill, regia di Dell Henderson (1913)
- A Rainy Day, regia di Dell Henderson (1913)
- Cinderella and the Boob, regia di Dell Henderson (1913)
- The Trimmers Trimmed, regia di Dell Henderson (1913)
- Just Kids, regia di Dell Henderson (1913)
- Red Hicks Defies the World, regia di Dell Henderson (1913)
- Jenks Becomes a Desperate Character, regia di Dell Henderson (1913)
- The Rise and Fall of McDoo
- Almost a Wild Man
- The Mothering Heart, regia di David Wark Griffith (1913)
- Master Jefferson Green
- A Compromising Complication
- Faust and the Lily, regia di Dell Henderson (1913)
- An Old Maid's Deception, regia di Edward Dillon (1913)
- The Noisy Suitors
- A Sea Dog's Love, regia di Dell Henderson (1913)
- The Sweat-Box, regia di Dell Henderson (1913)
- While the Count Goes Bathing
- Pa Says
- Mr. Spriggs Buys a Dog
- Cupid and the Cook
- An Indian's Loyalty, regia di Christy Cabanne (1913)
- The Suffragette Minstrels
- The Work Habit, regia di Anthony O'Sullivan (1913)
- Edwin's Badge of Honor, regia di Dell Henderson (1913)
- Among Club Fellows
- The Lady in Black, regia di Dell Henderson (1913)
- Aunts, Too Many!
- An Evening with Wilder Spender, regia di Edward Dillon (1913)
- Mixed Nuts, regia di Edward Dillon (1913)
- The Troublesome Mole
- Oh, Sammy!, regia di Edward Dillon (1913)
- The Suicide Pact

#### 1914
- The Mystery of the Milk – cortometraggio (1914)
- Buy Wool (1914)
- The Faddists (1914)
- A Desperate Hero (1914)
- An Interrupted Séance
- Giuditta di Betulla (Judith of Bethulia), regia di David Wark Griffith (1914)
- The Doctor's Trust, regia di Anthony O'Sullivan (1914)
- The Fatal Dress Suit
- When a Woman Guides, regia di Anthony O'Sullivan (1914)
- The Right Dope
- Amore di madre o Home, Sweet Home, regia di D.W. Griffith (1914)
- Nell's Eugenic Wedding
- Hubby to the Rescue
- The Deceiver , regia di Edward Dillon (1914)
- Fatty and the Heiress, regia di Roscoe "Fatty" Arbuckle (1914)
- The White Slave Catchers
- Leave It to Smiley
- Search, the Scientific Detective
- Ethel's Teacher
- The Mix-Up at Murphy's
- Bill Saves the Day
- A Physical Culture Romance
- Bill Organizes a Union
- Foiled Again, regia di Eddie Dillon (Edward Dillon) (1914)
- Bill Manages a Prizefighter
- The Million Dollar Bride
- Dizzy Joe's Career
- Bill Joins the W.W.W.'s
- Casey's Vendetta
- Ethel Has a Steady
- Mr. Hadley's Uncle
- The Housebreakers
- Bill and Ethel at the Ball
- The Record Breaker

#### 1915
- His Lesson, regia di George Siegmann (1915)
- A Flyer in Spring Water
- A Flurry in Art
- Bill Turns Valet
- Ethel Gets Consent
- A Costly Exchange
- Ethel's Doggone Luck
- Ethel's Disguise
- Ethel's Romance
- Brave and Bold, regia di Edward Dillon (1915)
- Where Breezes Blow
- Beppo, the Barber
- A Chase by Moonlight
- The Deacon's Whiskers
- The Fatal Finger Prints
- Faithful to the Finish
- Only a Messenger Boy
- Shocking Stockings
- Don Quixote, regia di Edward Dillon (1915)

#### 1919
- The Mother and the Law, regia di D.W. Griffith (1919)

#### Anni venti
- America, regia di David Wark Griffith (1924)
- The Skyrocket, regia di Marshall Neilan (1926)
- Le sette aquile (Lilac Time), regia di George Fitzmaurice e, non accreditato, Frank Lloyd (1928)
- La canzone di Broadway (The Broadway Melody), regia di Harry Beaumont (1929)
- La porta chiusa (The Locked Door), regia di George Fitzmaurice (1929)
- Fifì dimmi di sì (Hot for Paris), regia di Raoul Walsh (1929)

#### Anni trenta
- Whispering Whoopee, regia di James W. Horne (1930)
- La borsa e la vita (Caught Short), regia di Charles Reisner (1930)
- Fifty Million Husbands, regia di James W. Horne e Edgar Kennedy (1930)
- Thundering Tenors, regia di James W. Horne (1931)
- Iron Man, regia di Tod Browning (1931)
- Let's Do Things, regia di Hal Roach (1931)
- Catch as Catch Can, regia di Marshall Neilan (1931)
- Sob Sister, regia di Alfred Santell (1931)
- Love Pains, regia di James W. Horne (1932)
- The Nickel Nurser, regia di Warren Doane (1932)
- The Trial of Vivienne Ware, regia di William K. Howard (1932)
- While Paris Sleeps, regia di Allan Dwan (1932)
- Week Ends Only, regia di Alan Crosland (1932)
- Young Ironsides, regia di James Parrott (1932)
- The Golden West, regia di David Howard (1932)
- Sherlock Holmes, regia di William K. Howard (1932)

### Regista

#### 1913
- His Hoodoo
- The End of the World (1913)
- A Saturday Holiday – cortometraggio
- With the Aid of Phrenology – cortometraggio
- Dyed But Not Dead – cortometraggio
- Scenting a Terrible Crime – cortometraggio
- Never Known to Smile – cortometraggio
- McGann and His Octette – cortometraggio
- Aunts, Too Many! – cortometraggio
- The Winning Punch (1913)
- A Fallen Hero
- An Evening with Wilder Spender
- Boarders and Bombs
- A Barber Cure
- In the Hands of the Black Hands
- Mrs. Casey's Gorilla
- Mixed Nuts (1913)
- He's a Lawyer
- A Cure for Suffragettes
- The Somnambulists (1913)
- A Circumstantial Hero
- How the Day Was Saved
- Binks' Vacation
- The Troublesome Mole
- A Foul and Fearful Plot
- Oh, Sammy! (1913)

#### 1914
- Skelley's Skeleton
- Skelley Buys a Hotel
- Skelley and the Turkey
- An Interrupted Séance
- Because of a Hat
- After Her Dough (1914)
- Skelley's Birthday (1914)
- The Fatal Dress Suit
- The Right Dope
- Nearly a Burglar's Bride
- Izzy and the Bandit – cortometraggio (1914)
- Maniacs Three
- The Scene of His Crime
- The Man in the Couch
- Nell's Eugenic Wedding
- The Alarm, co-regia di Roscoe 'Fatty' Arbuckle (1914)
- An Exciting Courtship
- The Last Drink of Whiskey
- A Jonah
- Hubby to the Rescue
- The Deceiver (1914)
- The White Slave Catchers
- Bill's Job
- Wrong All Around (1914)
- It Was Some Party
- How Bill Squared It with His Boss (1914)
- Leave It to Smiley (1914)
- Search, the Scientific Detective
- Bill Takes a Lady Out to Lunch... Never Again
- Ethel's Teacher
- The Mix-Up at Murphy's
- Bill Saves the Day
- A Physical Culture Romance
- Bill Organizes a Union
- The Mascot
- Bill Goes in Business for Himself
- The Fire Chief's Bride
- Foiled Again (1914)
- Bill Manages a Prizefighter
- The Million Dollar Bride
- Bill Spoils a Vacation
- Dizzy Joe's Career
- Bill Joins the W.W.W.'s
- Casey's Vendetta
- Ethel's Roof Party
- Out Again, in Again (1914)
- Ethel Has a Steady
- A Corner in Hats
- Mr. Hadley's Uncle
- The Housebreakers
- Bill and Ethel at the Ball
- The Record Breaker (1914)

#### 1915
- Ethel Gets the Evidence
- Love and Business (1915)
- A Flyer in Spring Water
- A Flurry in Art
- Cupid and the Pest
- Bill Turns Valet
- Music Hath Charms (1915)
- Ethel Gets Consent
- A Costly Exchange
- Bill Gives a Smoker
- Caught by the Handle
- Ethel's Doggone Luck
- Mixed Values
- By Fair Means or Foul (1915) – cortometraggio (1915)
- Ethel's New Dress
- Brave and Bold (1915)
- Where Breezes Blow – cortometraggio (1915)
- Beppo, the Barber
- A Chase by Moonlight
- Safety First
- The Deacon's Whiskers
- Father Love (1915)
- The Fatal Finger Prints
- Faithful to the Finish
- Shocking Stockings
- Over and Back
- The Jinx on Jenks
- Don Quixote (1915)

#### 1916
- The Rejuvenation of Aunt Mary (1916)
- Sunshine Dad
- The Two O'Clock Train
- Mr. Goode, Samaritan
- The French Milliner
- The Heiress at Coffee Dan's

#### 1917
- A Daughter of the Poor
- Might and the Man
- The Antics of Ann

#### 1918
- Our Little Wife (1918)
- The Embarrassment of Riches (1918)

#### 1919
- Luck and Pluck
- Never Say Quit (1919)
- Help! Help! Police! (1919)
- Putting One Over (1919)
- The Winning Stroke (1919)

#### 1920
- The Amateur Wife (1920)
- Parlor, Bedroom and Bath (1920)
- The Frisky Mrs. Johnson  (1920)

#### 1921
- The Education of Elizabeth (1921)
- Sheltered Daughters (1921)
- A Heart to Let (1921)

#### 1922
- The Beauty Shop  (1922)
- Ragazze da marito (Women Men Marry) (1922)

#### 1923
- Broadway Gold, co-regia di J. Gordon Cooper (1923)
- Il rullo della morte (The Drums of Jeopardy) (1923)

#### 1926
- Una donna pericolosa (The Danger Girl) (1926)
- Miss Diavolo (The Dice Woman) (1926)
- Flame of the Argentine (1926)
- Bred in Old Kentucky (1926)